# Жабокрич
Жабо́крич — село в Україні, у Крижопільській селищній громаді Тульчинського району (до 2020 року Крижопільського району) Вінницької області. Кількість населення, згідно з переписом 2001 року, становила 2082 особи. Поштовий індекс — 24640. Телефонний код — 4340. Село займає площу 4,759 км².

## Історія

### До початку XXст.

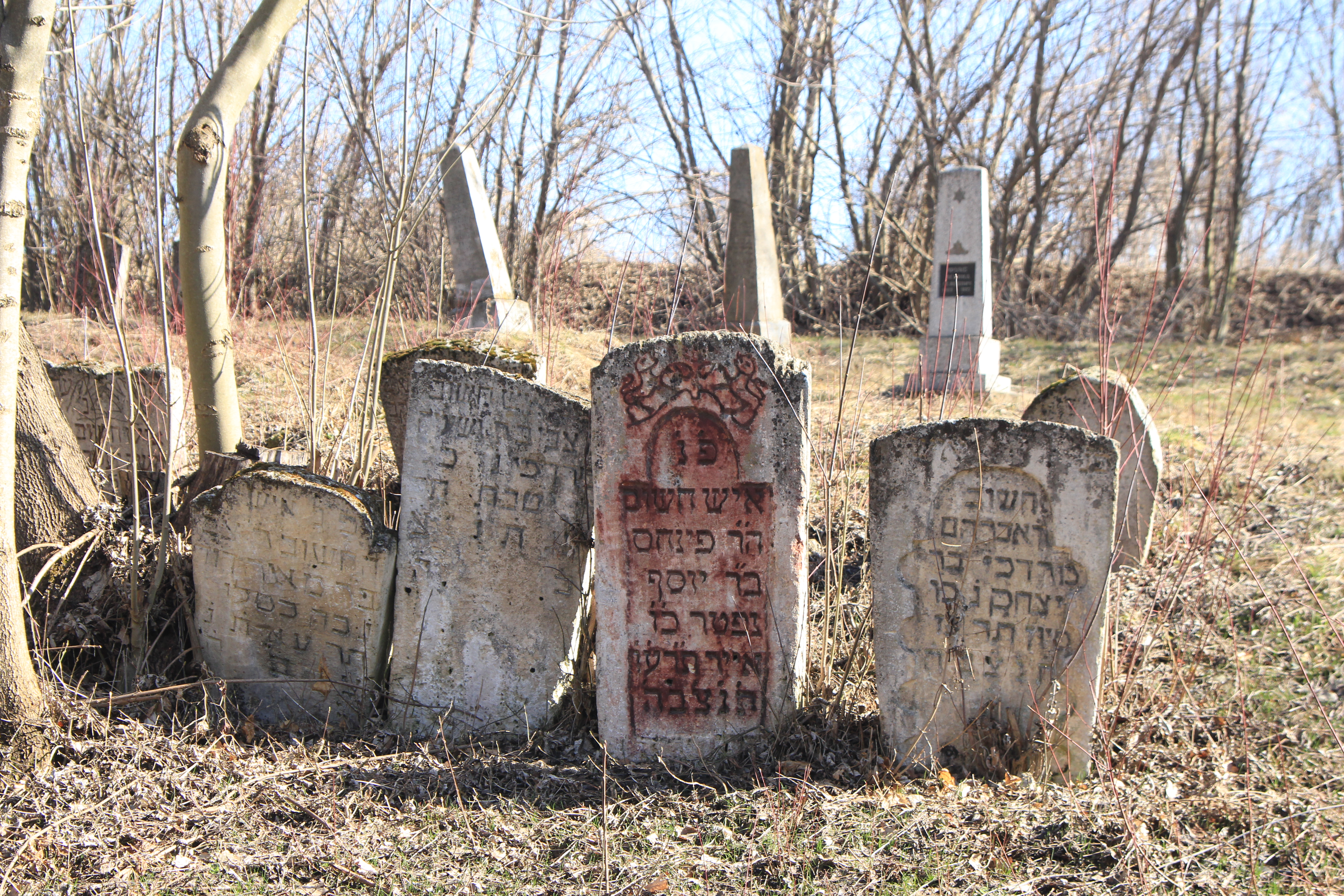
Єврейські поховання
в селі Жабокрич

На території сучасного села люди жили ще в період первіснообщинного ладу. Про це свідчать знахідки ручних рубил довжиною 10-12 см, що зберігалися в історичному кабінеті та сільській музейній кімнаті. Поселення на території Жабокрича виникло в кінці XV — на початку XVI ст. У XVII ст. Жабокрич згадується в актах як помістя Жабокрицьких (прізвище від назви села), Вишневецьких, Конецпольських, Любомирських та Брозовських. Цілком можливо, що назва села походить від голосного крику жаб. Сучасне село Жабокрич складається з двох, самостійних у минулому, частин — містечка Жабокрич і села Слободо-Жабокрич.

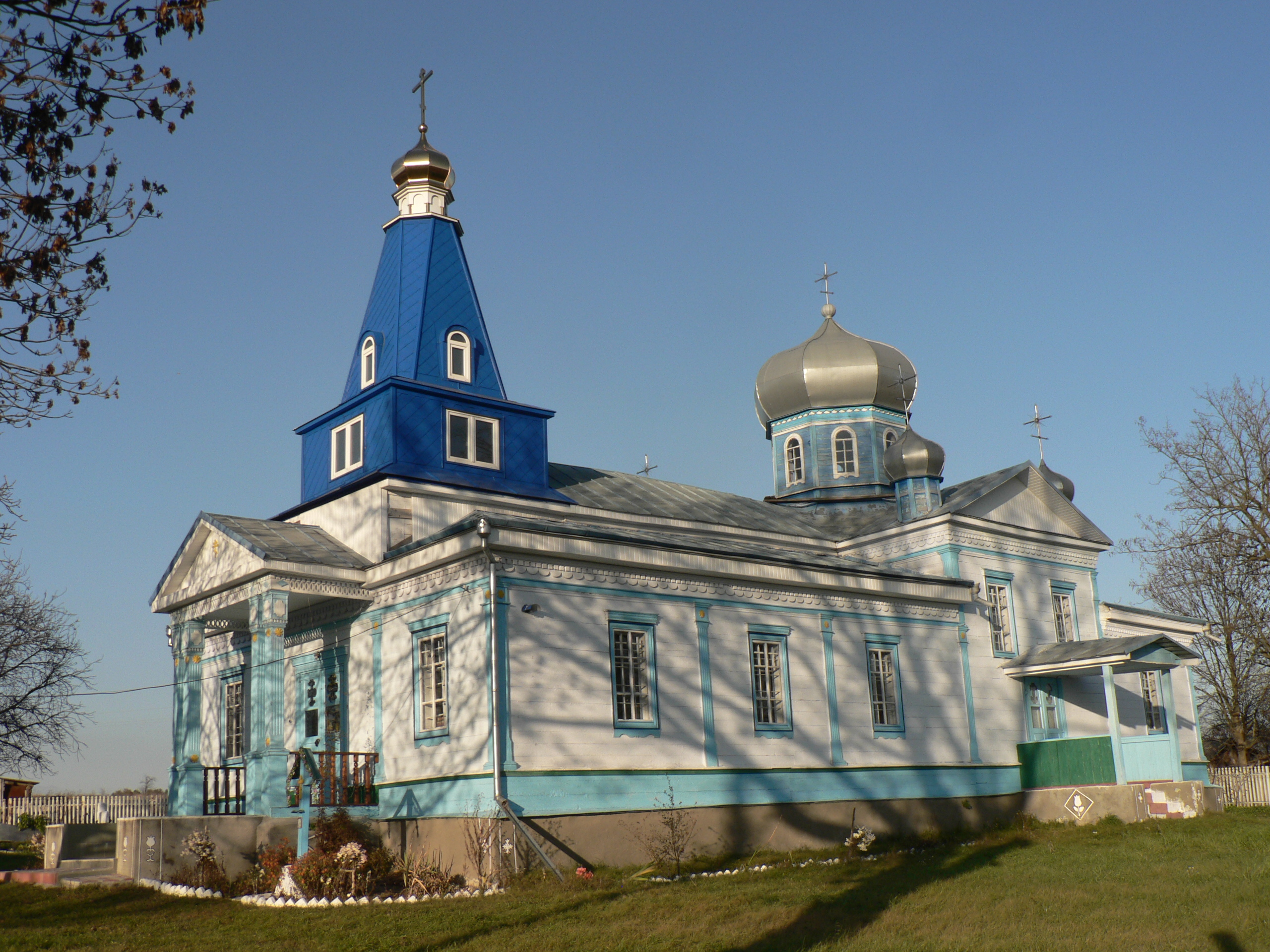
Дерев'яна церква села Жабокрич

У центрі села, колишнього «міста», знаходиться мурована церква, збудована 1860 року; друга, дерев'яна, знаходиться на так званій «Слободі». У колишньому поміщицькому маєтку до кінця 1980-х років розміщувалася школа, яку пізніше переобладнали на дільничну лікарню, а для школи збудували нове приміщення.
У ХІХ ст. на полі за селом було три вітряки, один з яких зберігся, та три парові млини у селі. В 1857 р. в селі було 297 дворів, у яких мешкало 2139 кріпаків. Щороку селяни мали сплачувати 4 427 крб. за кожну десятину присадибної землі 102 крб. Після реформи 1861 р. відбувались селянські повстання. 
У 1893 році — містечко Жабокрич Ободівської волості Ольгопільського повіту мало 440 дворів (господарств), в яких проживало 4790 жителів обох статей.
У другій половині XIX ст. — на початку XX ст. зберігалося кріпосне право. Викупні платежі часто перевищували прибутки селянських господарств. У незаможних селян не вистачало землі та засобів її обробітку. В 1865 році 540 осіб наймитувало в заможних селян, працювали на будівництві залізниці Одеса — Київ, цукрового заводу в Соколівці.
У 1874 р. в селі Жабокрич відкрили школу, де було два класи і навчалося більше 70 учнів. 1897 року також відкрили дві церковно-парафіяльні школи.
В XVII ст. — першій половині XX ст. значну частину населення становили євреї. В центрі села — «місті» — мешкали до війни понад 100 єврейських родин. Вони були ремісниками, жили в центрі села, де в своїх хатах шили одяг, взуття, мали дві приватні олійні, торгували. Єврейська громада мала свою синагогу, приміщення якої збереглося до наших днів, початкову (4-річну) школу. У п'ятий клас дітей переводили в сільську українську школу. Був у євреїв свій цвинтар, який називали Окописько. Він зберігся і до нині, добре впорядкований. У радянські часи тут були шкільні майстерні з трудового навчання, а у 80-х роках затемнювали вікна автомобілів. 

### ХХ ст.
У 1905 році в селі відбулися селянські заворушення з вимогою справедливої оплати праці. 
7 (20) листопада 1917 року, відповідно до Третього Універсалу Української Центральної Ради, увійшло до складу Української Народної Республіки.
Протягом 1918—1920 років у селі відбувалися запеклі бої між військами УНР і Червоної армії. Після поразки УНР у 1920—1921 р. у районі точилося селянське повстання, яким керували Іван Пушкар (уроженець с. Жабокрич) і Матвій Цимбалюк, які у свою чергу підпорядковувалися з'єднанню отамана Хмари (Іполита Годзиківського).
У 1920 радянська влада створила опорну школу і реальне училище з вивчення бджільництва, а також дитячий будинок, в якому перебували в основному діти з Поволжя, яких переправили в Україну під час голоду 1921—1922 роках. На 19.01.1922 р. в дитбудинку було 50 дітей. Він розміщувався у приміщенні колишньої панської економії. В 1927 р. дитбудинок було переведено в Соколівку. Крім денної школи, в якій в 1920 р. навчалось 830 учнів, діяло 16 лікнепів, дві школи для підлітків, хата-читальня. В 1938 р. відкрито середню школу.
В період нової економічної політики відродилось господарство, заможні селяни, яких називали куркулями, відкривали олійні, млини. В 1926 р. в селі було 230 членів товариства споживчої кооперації, виникло виробниче бурякове товариство. Навесні 1929 р. селяни утворили колгосп «Шляхом Леніна», до якого увійшло 19 господарств. У розпорядженні колгоспу було 70 га землі і 27 коней. Тоді ж створено ще два колгоспи «Калініна» та «Новий світ». В 1932 р. в селі з'явилися перші трактори. В 1933 р. організовано колгосп «ім. Шмідта».
Під час колективізації проводились подвірні обшуки зерна, так як багато селян відмовлялись йти в колгоспи. В селі створювались штаби по виконанню хлібозаготівель, за невиконання планів господарів репресували та відбирали майно.
Під час проведеного радянською владою Голодомору 1932—1933 років померло щонайменше 314 жителів села. Очевидці Недопитальський Андрій Дем'янович і Смішний Василь Григорович згадують, як опухлі від голоду люди йшли на цвинтар самі в очікуванні смерті. Пережили жабокричани і репресії 1937 р.

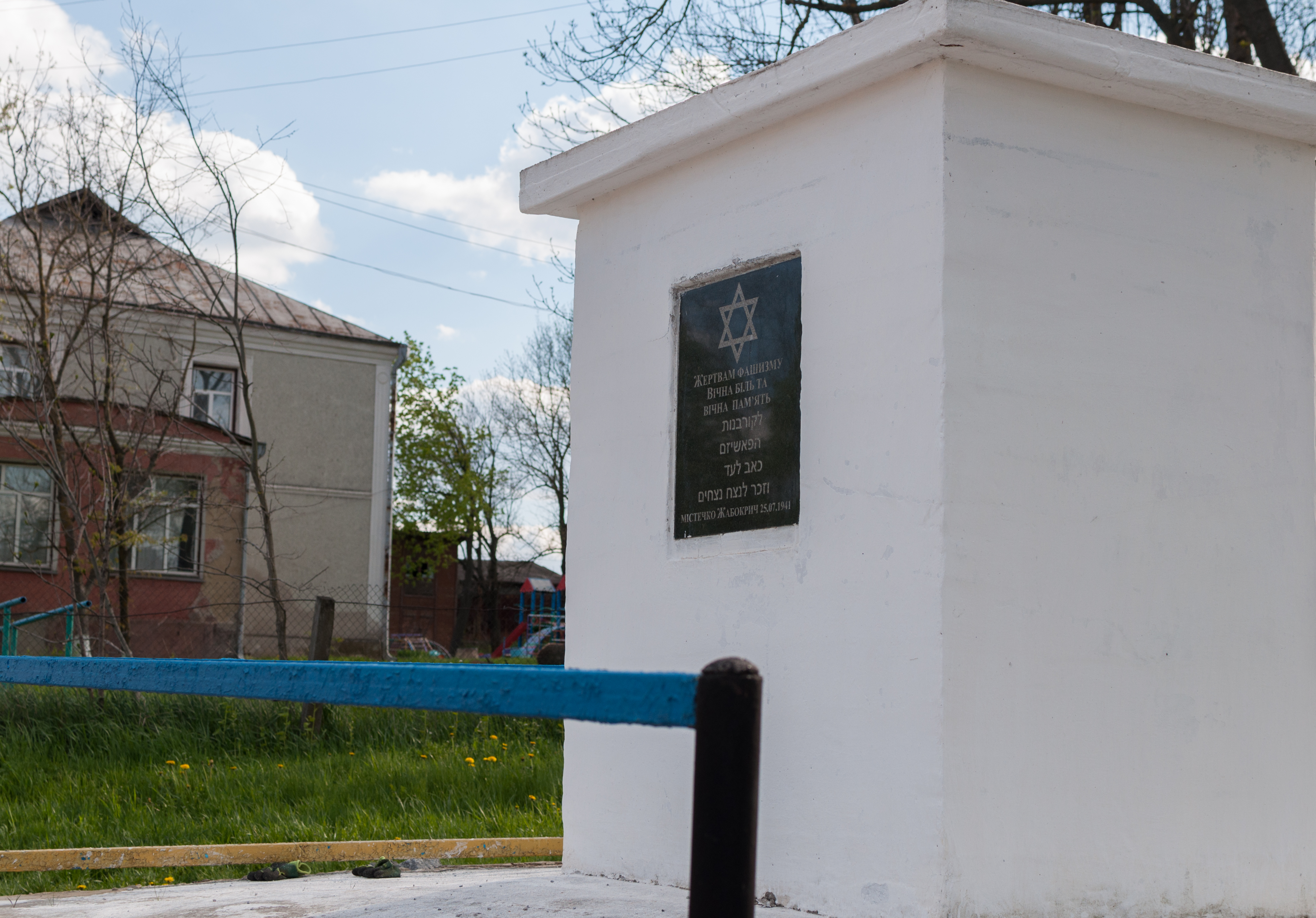
Меморіал розстріляним євреям

22 липня 1941 р. село було окуповане нацистами, проводились масові розстріли місцевих та пригнаних з Буковини євреїв. В роки румунської окупації було відкрито церкву (перед війною в 30-ті рр. церкви закрили, в міській церкві віяли зерно), школу діти не відвідували. 17 березня 1944 р. село було звільнено від окупантів. В роки війни 915 жабокричан брали участь у бойових діях, 326 — загинули. В 1971 р. відкрито пам'ятник загиблим односельцям.

### Повоєнні роки
Після визволення села почалась відбудова господарства. Всі труднощі відбудови долали жінки. Орали коровами, сіяли, тягли вручну борони. Почала працювати школа, спочатку початкова, потім — семирічна. На початку 50-х pp. було відкрито середню школу.
В 1950 р. три колгоспи було об'єднано в один «Шляхом Леніна», у якого було 3 молотарки, 10 віялок, 3 січкарні, 4 сіялки, кілька пар коней. В 1953 р. колгосп отримав 191 ц зернових з гектара, 220 ц цукрового буряка, мав понад 350 голів ВРХ, 300 свиней. Заробітна плата колгоспників була невисокою, виплачувалась не своєчасно. На трудодень отримували 1-2 крб., селяни практично не мали доходів від присадибних ділянок, бо тоді зневажливо ставились до підсобного господарства. В 1958 р. після реорганізації МТС колгосп придбав 10 тракторів і 2 зернових комбайна. Було побудовано майстерні, гаражі.
З 1961 р. по 1979 р. у колгоспі зростали виробничі показники. 1965 року колгосп зібрав 24 ц зернових з гектару, 330 ц цукрового буряка, виробляв по 505 кг молока на 100 га сільськогосподарських угідь. В кінці 60-70-х pp. вирощували зернових від 37 до 40 ц з га, 350—400 ц цукрового буряка, доїли 3,5 тисячі молока на корову, виробляли 100 ц м'яса на 100 га угідь. По тваринництву колгосп постійно займав 1-2 місце в районі. Працівники отримували ордени та нагороди.

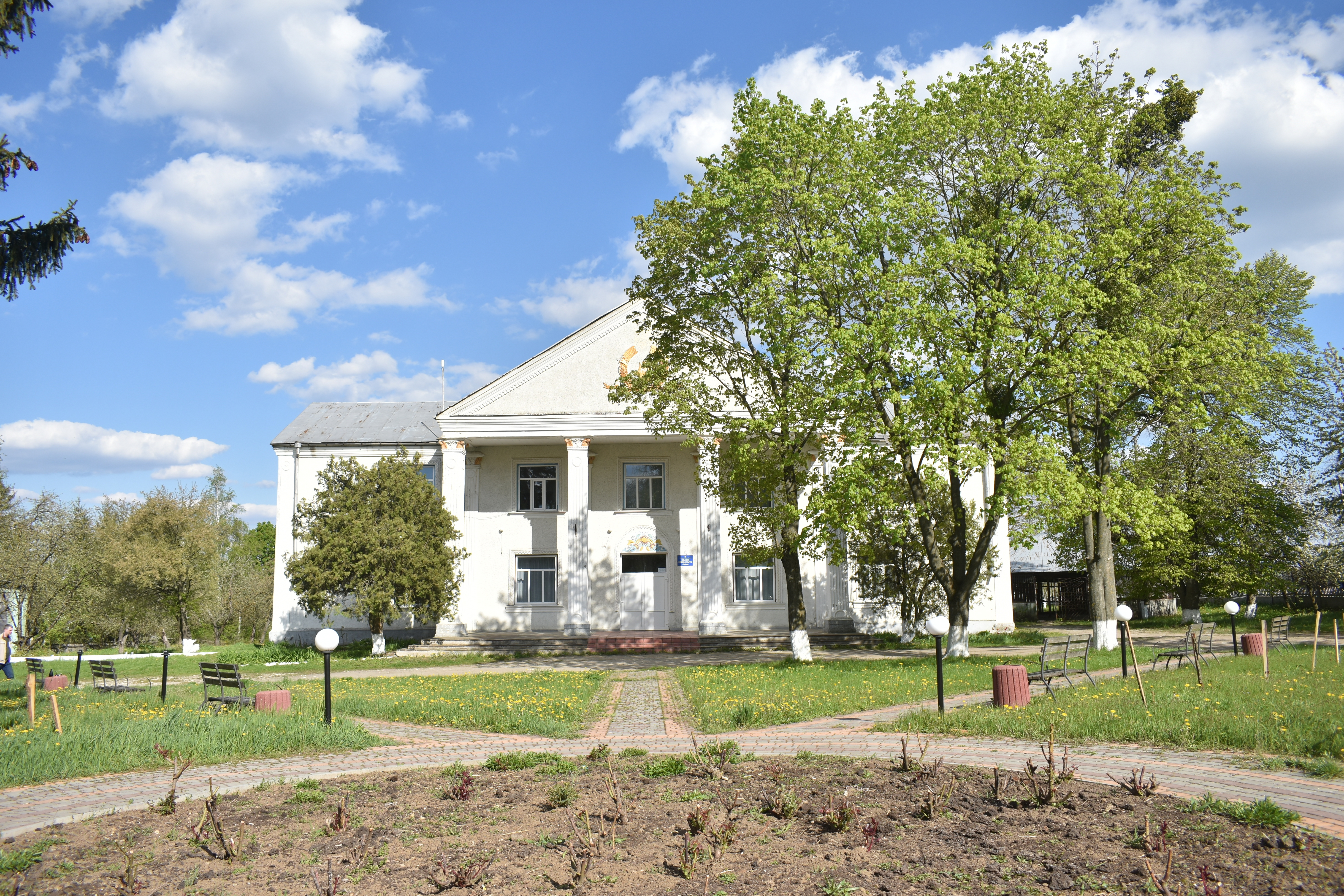
Будинок культури у Жабокричі

В 60-70-х pp. поліпшувались умови праці, збільшувалась зарплата. Більшість житлових будинків в селі було побудовано саме в цей період. В 1965 р. відкрито перший в районі Будинок культури. Тут працював драмгурток за участю вчителів та сільських активістів.
В 60-70-х рр. активно будувались тваринницькі приміщення, побудовано три МТФ, дві свиноферми, птахофабрика (9 приміщень), 18 км доріг, а також дитячий садок. Голову колгоспу Смішного В. Г. було нагороджено двома медалями за трудову доблесть, орденом Трудового Червоного Прапора, орденом Знак Пошани, Грамотою Президії Верховної Ради України.

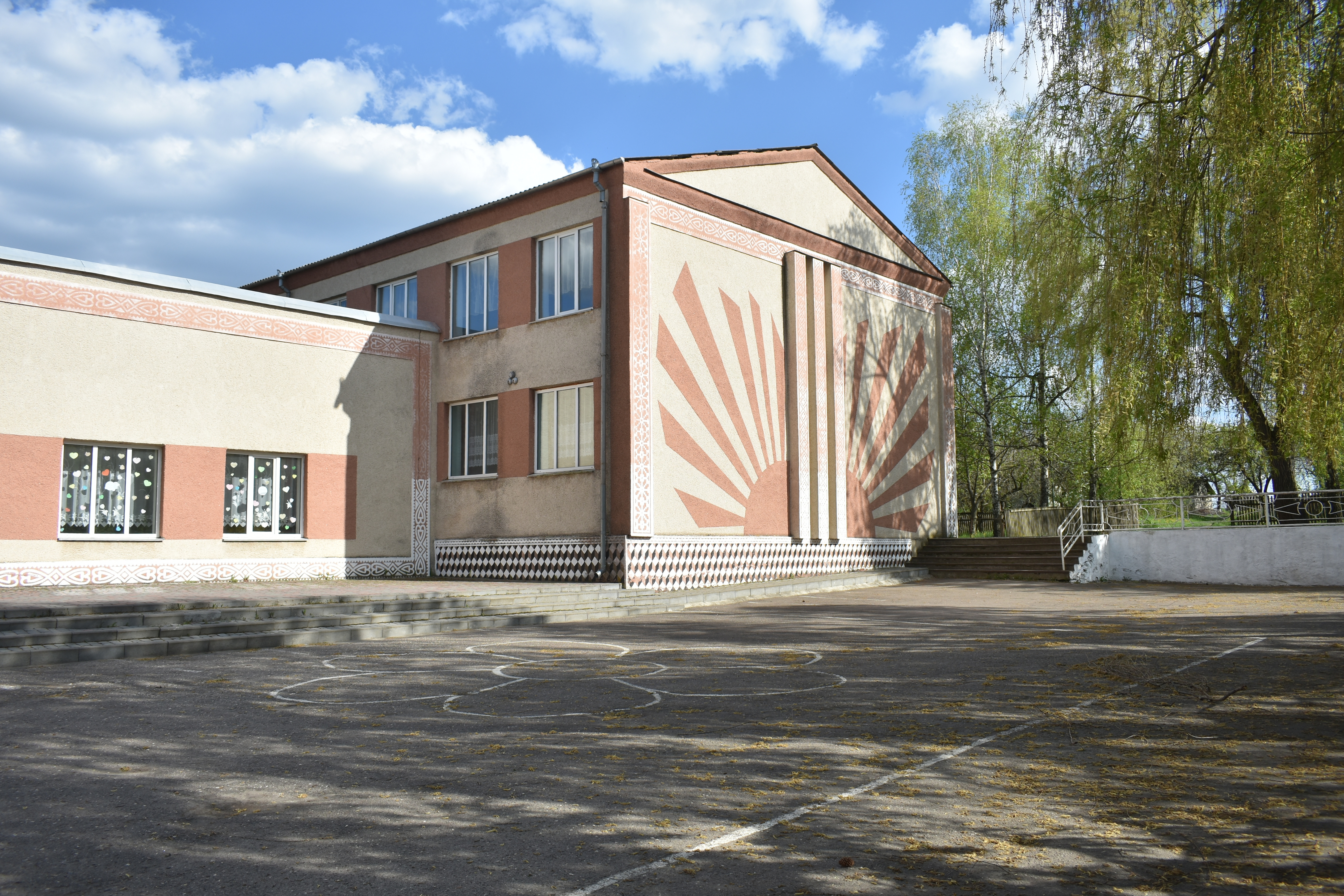
Сучасне приміщення школи

В 80-х рр. колгосп мав 54 трактори, 32 автомашини, 22 марки різних самохідних комбайнів, 1200 корів, кожна давала по 3000 л молока, вирощував на 100 га сільськогосподарських угідь 750 ц зернових, 80 ц м'яса. В селі будувались дороги з твердим покриттям, працював комунгосп, де для потреб населення виробляли плитку, бетонні стовпчики, штахети та ін. Було зведено новий молочно-товарний комплекс, автогараж, тракторні майстерні, впорядковано вулиці. В 1987 р. збудували нове приміщення школи. Виробничі показники в 80-х були одними з кращих в районі, село часто відвідували різні делегації, тут проводились сільськогосподарські семінари, в 1987 р. побувала делегація з Польщі.

### Період незалежності
У 1990-2000-х роках почався економічний занепад колгоспу та безробіття у селі. Основним джерелом доходу жителів села стало підсобне господарство. На утриманні в приватному секторі знаходиться приблизно 540 голів ВРХ. Кожен день відправляють молоко із збирального пункту на сирзавод у Вапнярку. Погіршилась демографічна ситуація, спостерігається міграція молоді у міста.
12 червня 2020 року, відповідно до Розпорядження Кабінету Міністрів України від № 707-р «Про визначення адміністративних центрів та затвердження територій територіальних громад Вінницької області», увійшло до складу Крижопільської селищної громади.
19 липня 2020 року, в результаті адміністративно-територіальної реформи та ліквідації Крижопільського району, село увійшло до складу Тульчинського району.

## Населення

### Мова
Розподіл населення за рідною мовою за даними перепису 2001 року:
| Мова       | Кількість | Відсоток |
| ---------- | --------- | -------- |
| українська | 2056      | 98.75%   |
| російська  | 23        | 1.10%    |
| білоруська | 2         | 0.10%    |
| румунська  | 1         | 0.05%    |
| Усього     | 2082      | 100%     |

## Пам'ятки
- Жабокрицький парк — ботанічна пам'ятка природи місцевого значення.
- Михайлівська церква 1862 р. — пам'ятка архітектури місцевого значення

## Особистості
У селі провів своє дитинство Анатолій Бортняк — український поет, член Спілки письменників України. Після його смерті у 2009 році, у селі на його честь було насаджено зелену алею;
Народились:
- Ковтун Микола Петрович (1922—1982) — український радянський скульптор.
- Марцин Тетяна Пилипівна (1899—1974) — новатор сільськогосподарського виробництва, двічі Герой Соціалістичної Праці Огороднік Василь Тимофійович(нар. 3 липня 1939 року, с.Жабокрич, - 02.11.2011р. с. Оратів Вінницький район Вінницька область) - поет, журналіст, член правління Національної Спілки журналістів України. Почесний краєзнавець України(http://history.org.ua/en/post/1125), Член правління обласної організації Національної спілки краєзнавців України 2008-2011рр.(http://history.org.ua/en/post/1125)

## Галерея

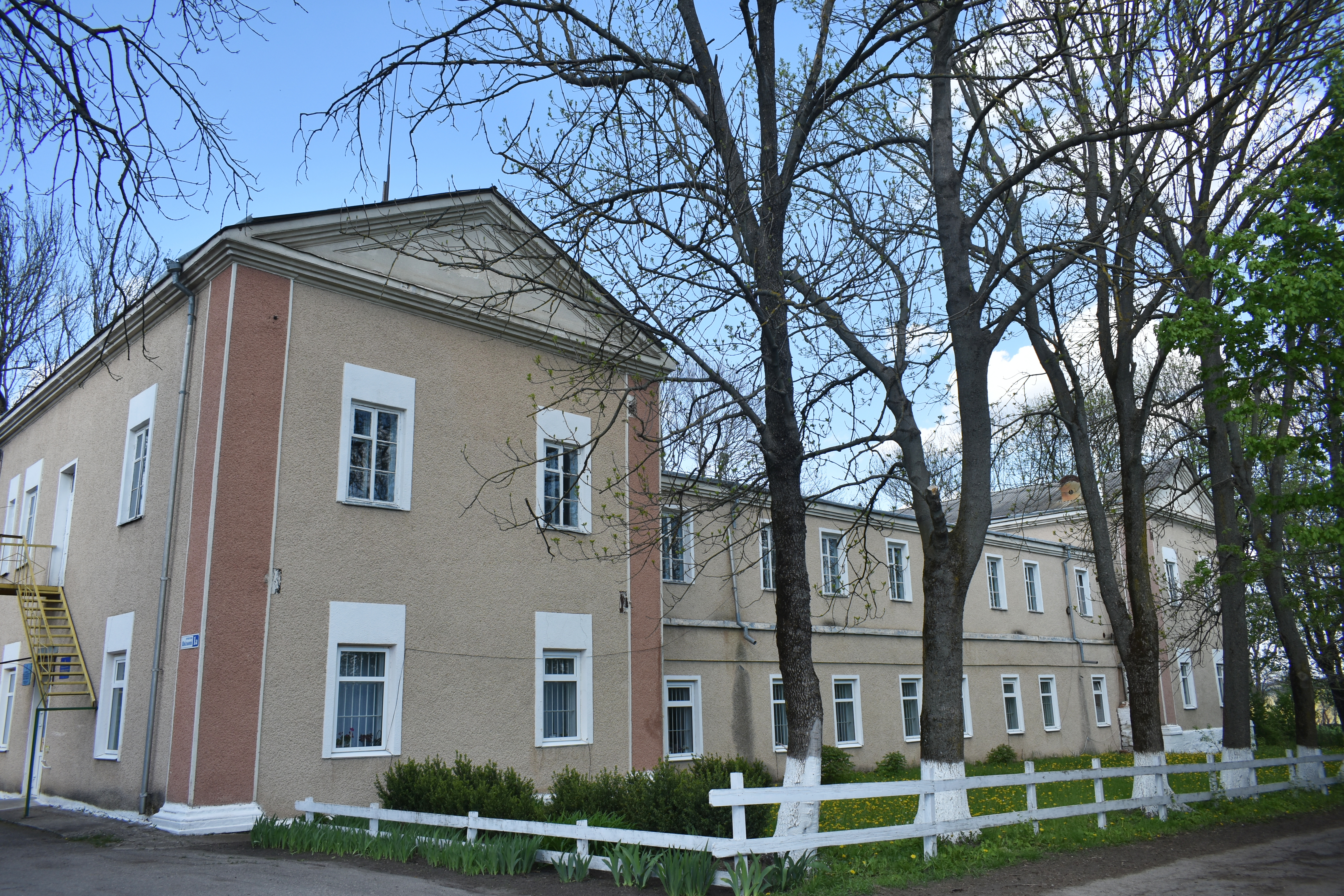
Лікарня, колишній панський маєток
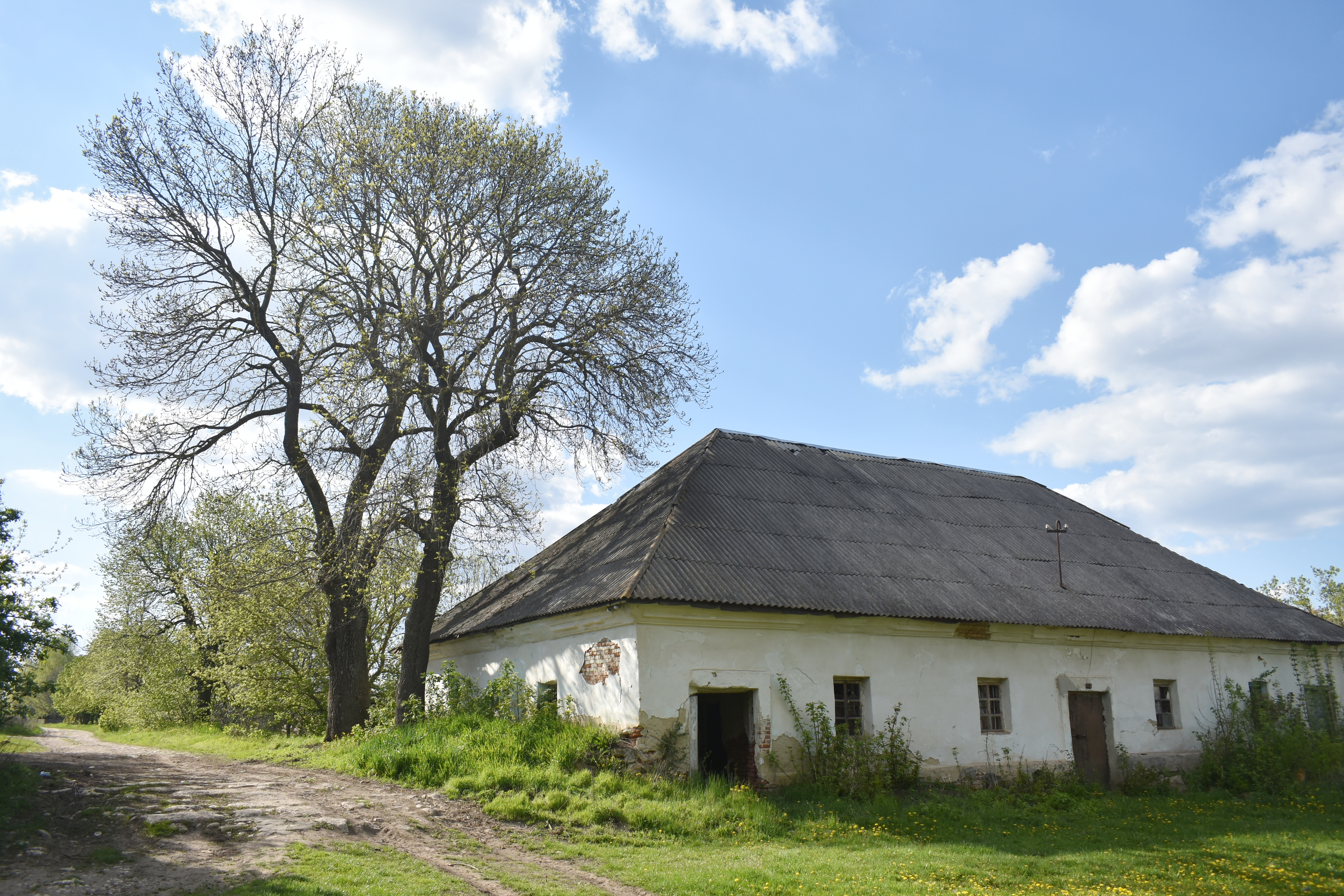
Господарська будівля маєтку
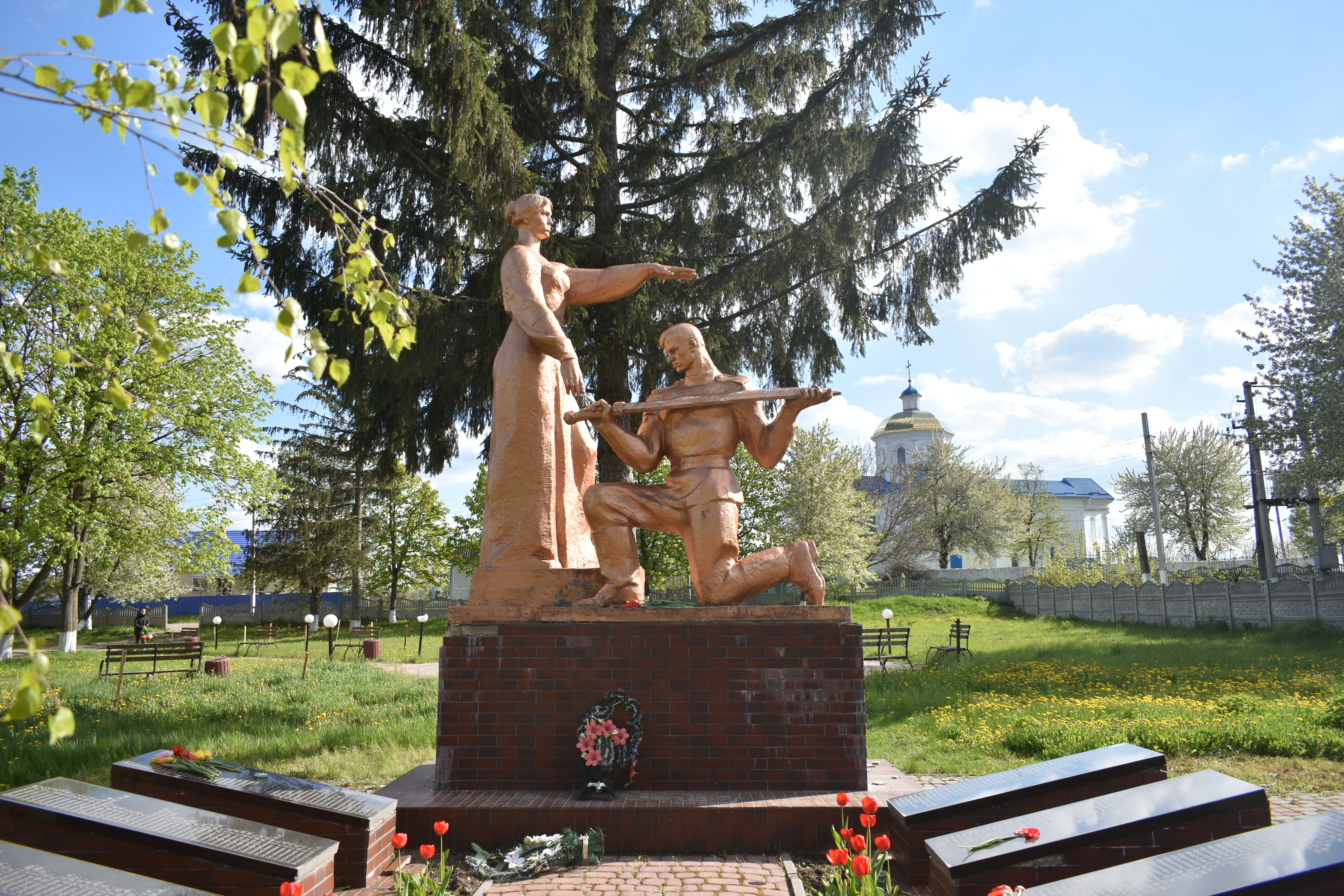
Пам'ятник воїнам-односельчанам, загиблим у Другу світову війну
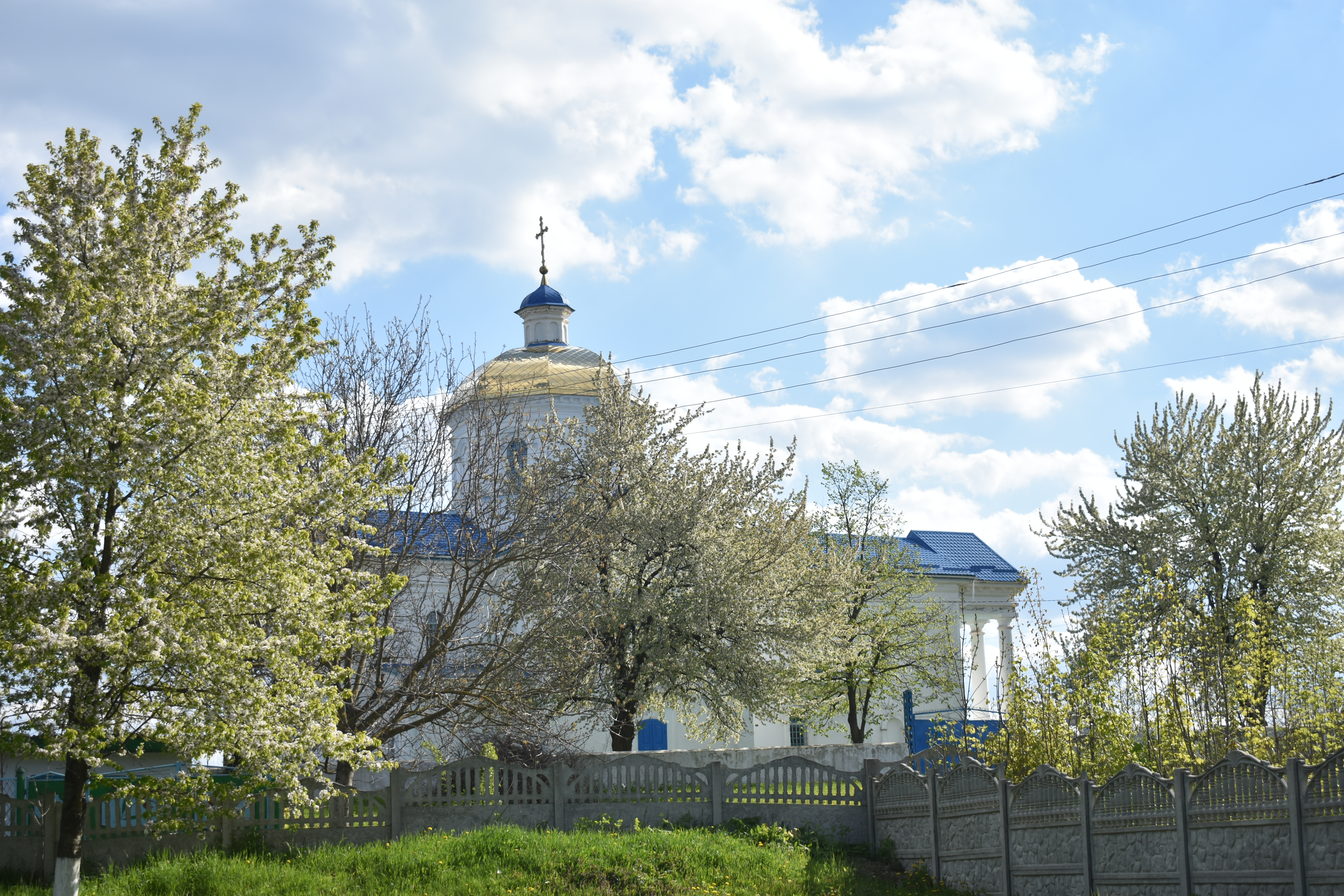
Михайлівська церква
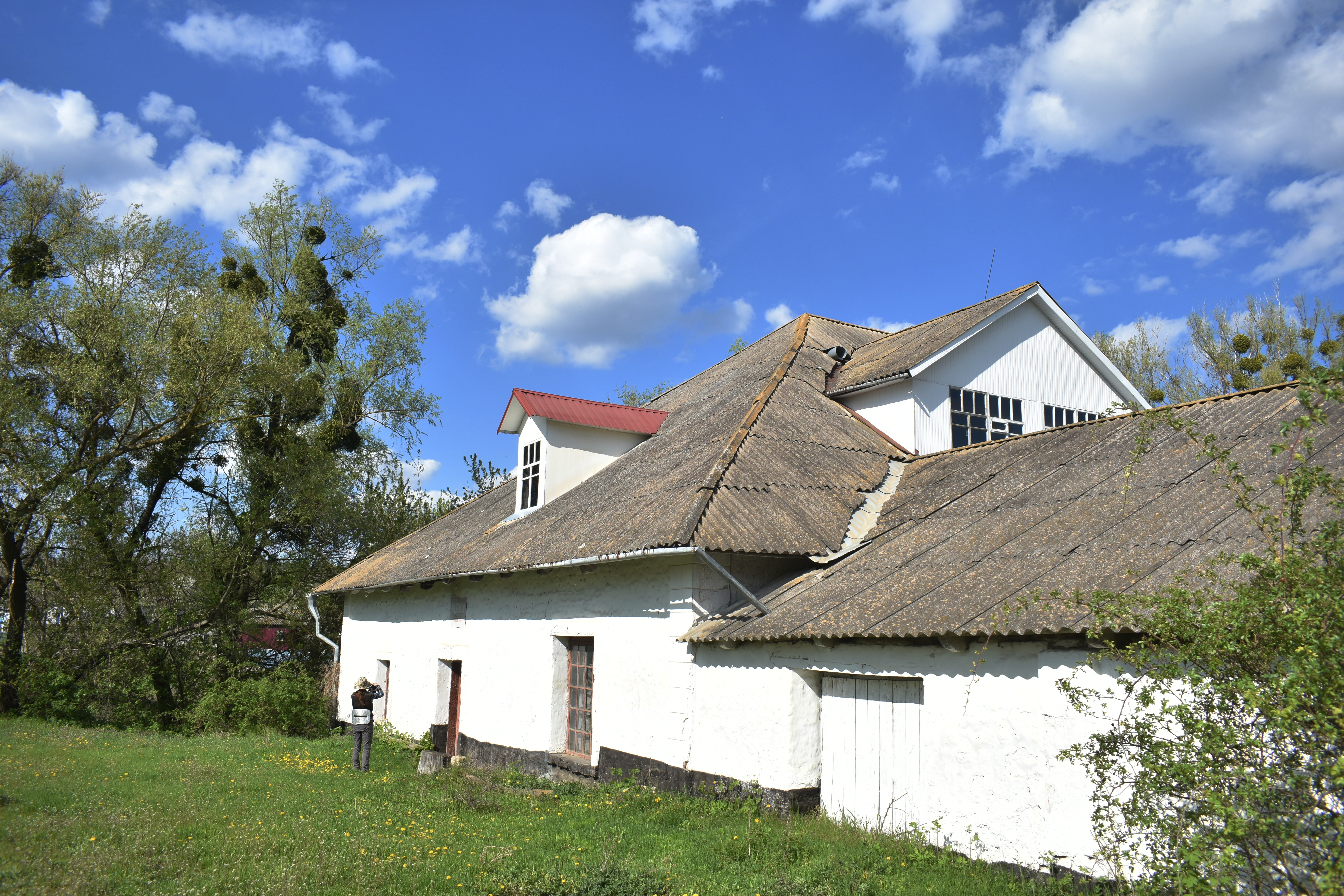
Млин
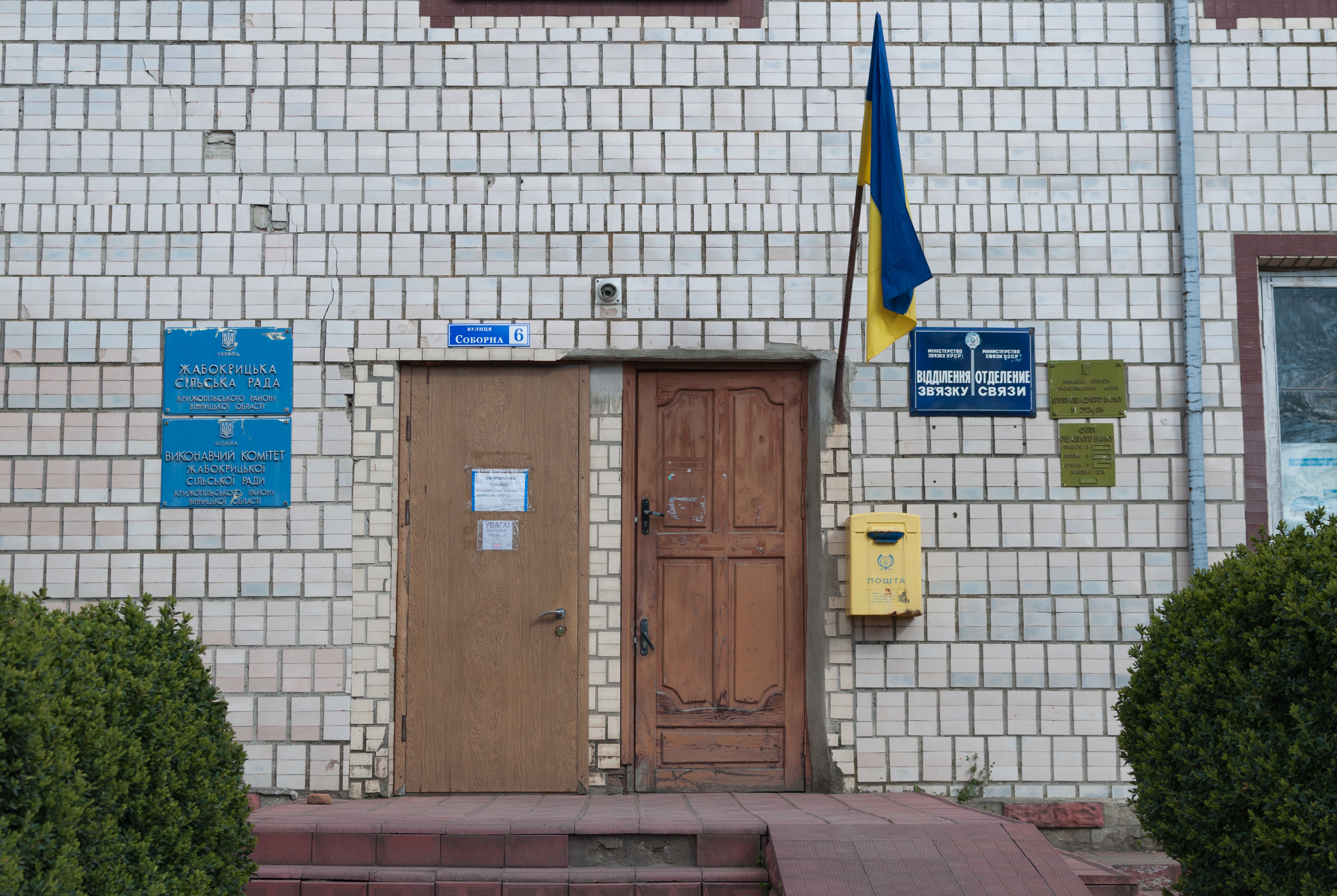
Сільська рада та відділення зв'язку
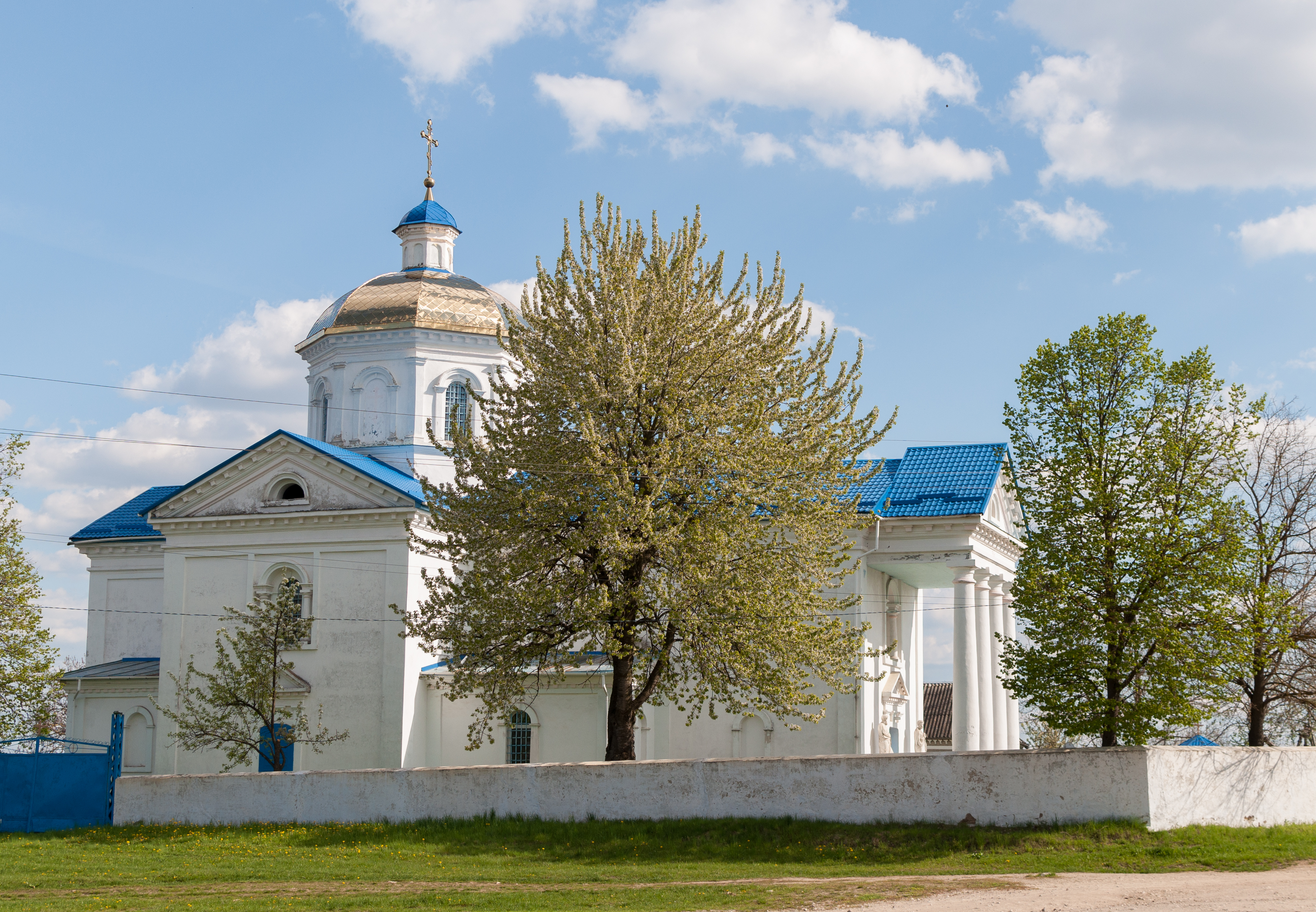
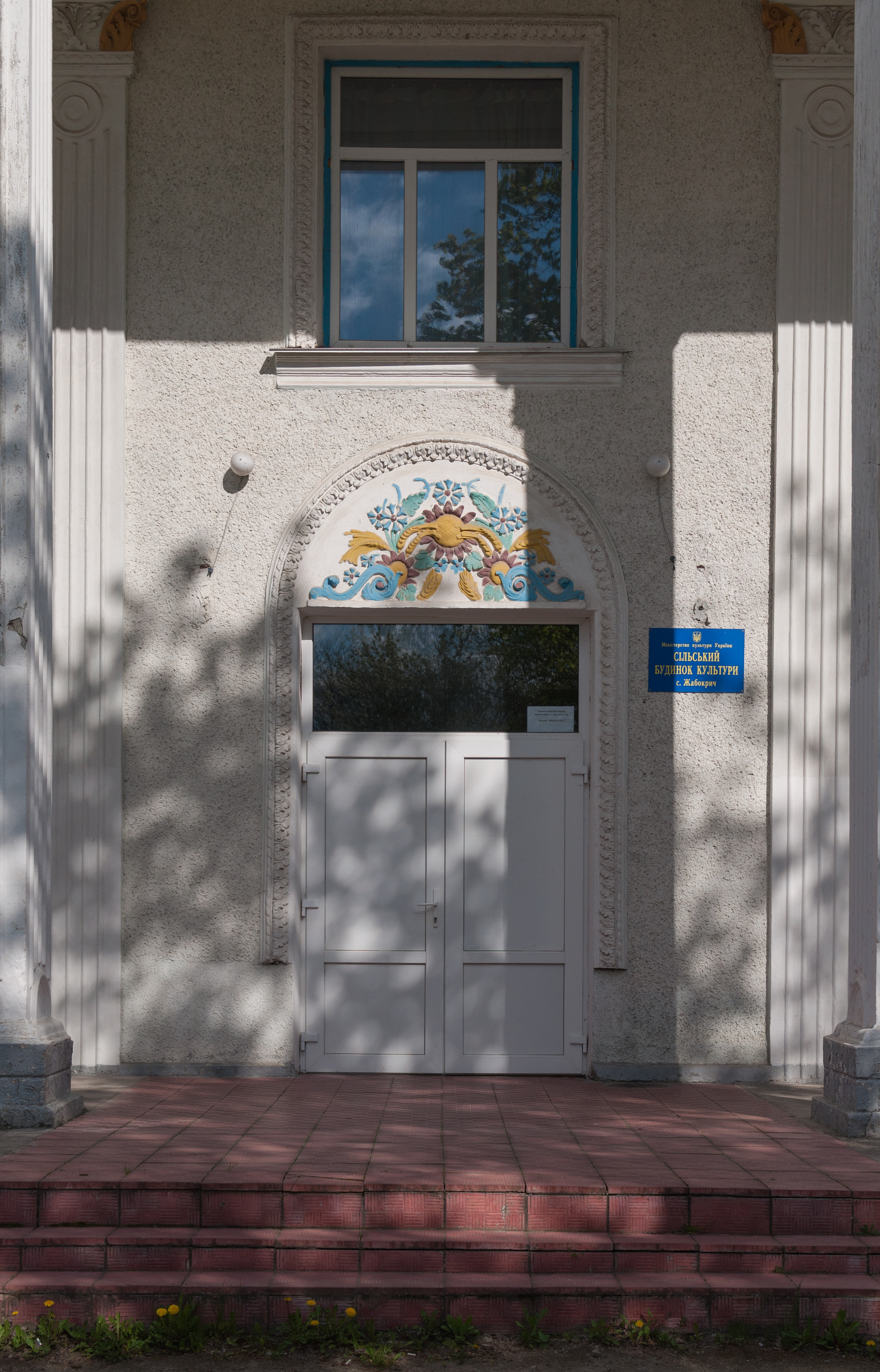
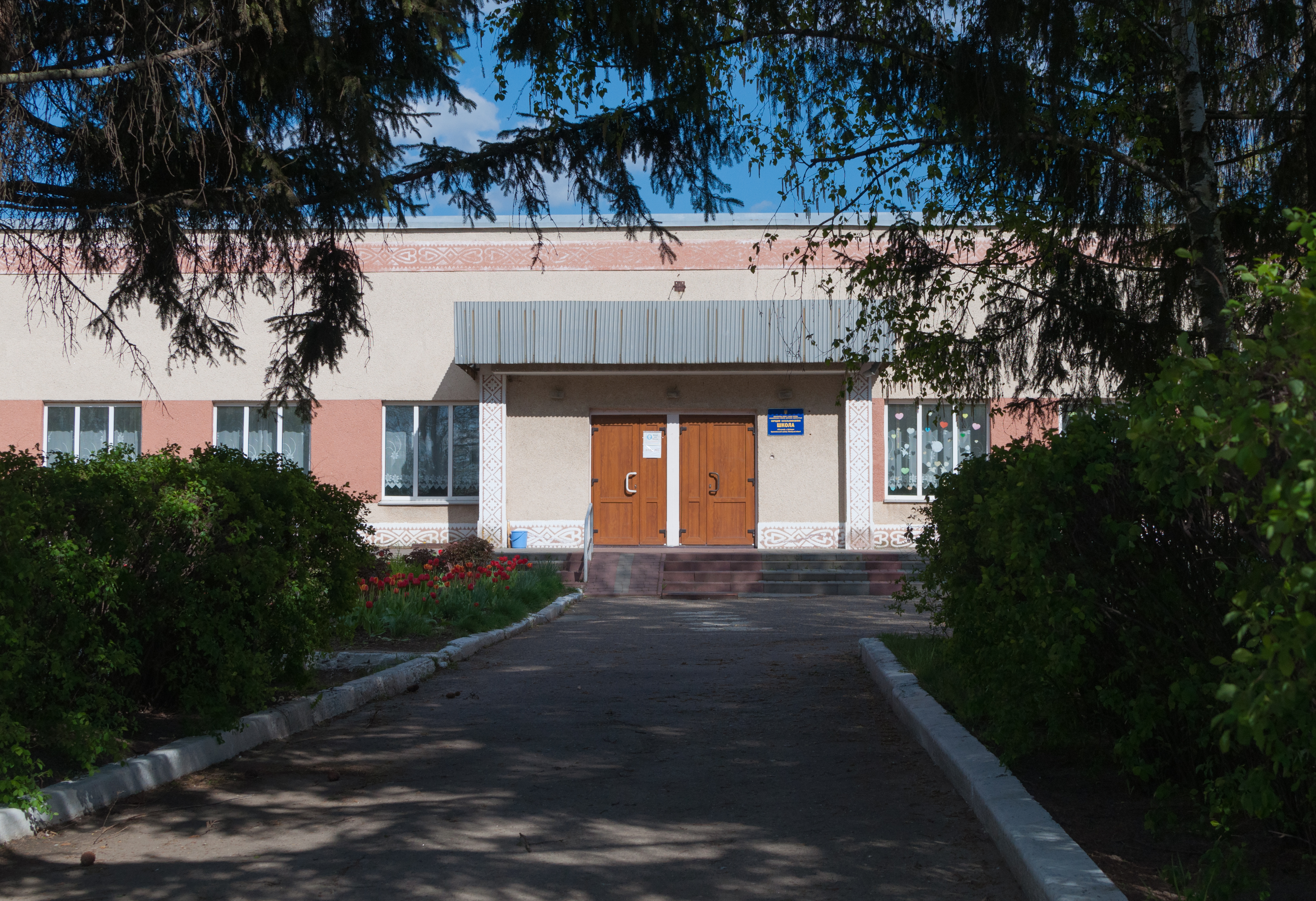